# Lynyrd Skynyrd/Diskografie
Diese Diskografie ist eine Übersicht über die musikalischen Werke der US-amerikanischen Rockband Lynyrd Skynyrd. Den Schallplattenauszeichnungen zufolge hat sie bisher mehr als 35 Millionen Tonträger verkauft, davon alleine in ihrem Heimatland über 30,2 Millionen. Ihre erfolgreichste Veröffentlichung ist die Kompilation Skynyrd’s Innyrd’s/Their Greatest Hits mit mehr als fünf Millionen verkauften Einheiten.

## Alben

### Studioalben
| Jahr | Titel                               | Höchstplatzierung, Gesamtwochen, AuszeichnungChartplatzierungen (Jahr, Titel, Platzierungen, Wochen, Auszeichnungen, Anmerkungen) | Höchstplatzierung, Gesamtwochen, AuszeichnungChartplatzierungen (Jahr, Titel, Platzierungen, Wochen, Auszeichnungen, Anmerkungen) | Höchstplatzierung, Gesamtwochen, AuszeichnungChartplatzierungen (Jahr, Titel, Platzierungen, Wochen, Auszeichnungen, Anmerkungen) | Höchstplatzierung, Gesamtwochen, AuszeichnungChartplatzierungen (Jahr, Titel, Platzierungen, Wochen, Auszeichnungen, Anmerkungen) | Höchstplatzierung, Gesamtwochen, AuszeichnungChartplatzierungen (Jahr, Titel, Platzierungen, Wochen, Auszeichnungen, Anmerkungen) | Anmerkungen |
| Jahr | Titel                               | DE | AT | CH | UK | US | Anmerkungen |
| ---- | ----------------------------------- | --- | --- | --- | --- | --- | --- |
| 1973 | (Pronounced ’Lĕh-’nérd ’Skin-’nérd) | — | — | — | UK— GoldUK | US27 ×2Doppelplatin · (79 Wo.)US                                                                                                  | Erstveröffentlichung: 13. August 1973 1975 in den US-Charts, 2001 erneut veröffentlicht; Verkäufe: + 2.107.500 |
| 1974 | Second Helping                      | — | — | — | — | US12 ×2Doppelplatin · (45 Wo.)US                                                                                                  | Erstveröffentlichung: 15. April 1974 Verkäufe: + 2.000.000                                                     |
| 1975 | Nuthin’ Fancy                       | — | — | — | UK43 (1 Wo.)UK | US9 Platin · (20 Wo.)US | Erstveröffentlichung: 24. März 1975 Verkäufe: + 1.000.000                                                      |
| 1976 | Gimme Back My Bullets               | — | — | — | UK34 (5 Wo.)UK | US20 Gold · (16 Wo.)US | Erstveröffentlichung: 2. Februar 1976 Verkäufe: + 500.000                                                      |
| 1977 | Street Survivors                    | — | — | — | UK13 (4 Wo.)UK | US5 ×2Doppelplatin · (34 Wo.)US                                                                                                   | Erstveröffentlichung: 17. Oktober 1977 2001 erneut veröffentlicht; Verkäufe: + 2.000.000                       |
| 1991 | Lynyrd Skynyrd 1991                 | — | — | — | — | US64 (16 Wo.)US | Erstveröffentlichung: 11. Juni 1991                                                                            |
| 1993 | The Last Rebel                      | DE80 (7 Wo.)DE | — | CH18 (7 Wo.)CH | — | US64 (7 Wo.)US | Erstveröffentlichung: 16. Februar 1993                                                                         |
| 1994 | Endangered Species                  | — | — | — | — | US115 (4 Wo.)US | Erstveröffentlichung: 9. August 1994                                                                           |
| 1997 | Twenty                              | DE70 (3 Wo.)DE | — | — | — | US97 (6 Wo.)US | Erstveröffentlichung: 29. April 1997                                                                           |
| 1999 | Edge of Forever                     | DE47 (4 Wo.)DE | — | — | — | US96 (2 Wo.)US | Erstveröffentlichung: 10. August 1999                                                                          |
| 2000 | Christmas Time Again                | — | — | — | — | — | Erstveröffentlichung: 12. September 2000 Weihnachtsalbum                                                       |
| 2003 | Vicious Cycle                       | DE44 (2 Wo.)DE | — | — | — | US30 (11 Wo.)US | Erstveröffentlichung: 20. Mai 2003                                                                             |
| 2009 | God & Guns                          | DE37 (3 Wo.)DE | — | CH38 (3 Wo.)CH | UK36 (1 Wo.)UK | US18 (8 Wo.)US | Erstveröffentlichung: 29. September 2009                                                                       |
| 2012 | Last of a Dyin’ Breed               | DE14 (4 Wo.)DE | AT33 (1 Wo.)AT | CH13 (5 Wo.)CH | UK83 (1 Wo.)UK | US14 (7 Wo.)US | Erstveröffentlichung: 21. August 2012                                                                          |

grau schraffiert: keine Chartdaten aus diesem Jahr verfügbar

### Livealben
| Jahr | Titel                                                                                          | Höchstplatzierung, Gesamtwochen, AuszeichnungChartplatzierungen (Jahr, Titel, Platzierungen, Wochen, Auszeichnungen, Anmerkungen) | Höchstplatzierung, Gesamtwochen, AuszeichnungChartplatzierungen (Jahr, Titel, Platzierungen, Wochen, Auszeichnungen, Anmerkungen) | Höchstplatzierung, Gesamtwochen, AuszeichnungChartplatzierungen (Jahr, Titel, Platzierungen, Wochen, Auszeichnungen, Anmerkungen) | Höchstplatzierung, Gesamtwochen, AuszeichnungChartplatzierungen (Jahr, Titel, Platzierungen, Wochen, Auszeichnungen, Anmerkungen) | Höchstplatzierung, Gesamtwochen, AuszeichnungChartplatzierungen (Jahr, Titel, Platzierungen, Wochen, Auszeichnungen, Anmerkungen) | Anmerkungen |
| Jahr | Titel                                                                                          | DE | AT | CH | UK | US | Anmerkungen |
| ---- | ---------------------------------------------------------------------------------------------- | --- | --- | --- | --- | --- | --- |
| 1976 | One More from the Road                                                                         | — | — | — | UK17 Silber + Silber (Wiederveröffentlichung) · (4 Wo.)UK                                                                         | US9 ×3Dreifachplatin · (43 Wo.)US                                                                                                 | Erstveröffentlichung: 13. September 1976 2001 erneut veröffentlicht; Verkäufe: + 3.120.000                                                                     |
| 1988 | Southern by the Grace of God – Lynyrd Skynyrd Tribute Tour                                     | — | — | — | — | US68 (11 Wo.)US | Erstveröffentlichung: 21. März 1988 |
| 2010 | Live from Freedom Hall (CD+DVD)                                                                | DE74 (1 Wo.)DE | — | — | — | — | Erstveröffentlichung: 22. Juni 2010 aufgenommen 2007 in Louisville, Kentucky, Roadrunner Records (Warner)                                                      |
| 2015 | One More for the Fans                                                                          | DE67 (1 Wo.)DE | — | — | — | US81 (2 Wo.)US | Erstveröffentlichung: 24. Juli 2015 aufgenommen im November 2014 im Fox Theatre in Atlanta, mit Gregg Allman, Cheap Trick, Peter Frampton, Warren Haynes u. a. |
| 2015 | Pronounced leh-nerd skin-nerd & Second Helping – Live from Jacksonville at the Florida Theatre | DE86 (1 Wo.)DE | — | — | — | — | Erstveröffentlichung: 23. Oktober 2015 |
| 2019 | Last of the Street Survivors Farewell Tour Lyve!                                               | — | — | — | — | US121 (2 Wo.)US | Erstveröffentlichung: 1. November 2019 |
| 2021 | Live at Knebworth ’76                                                                          | DE24 (1 Wo.)DE | — | — | — | — | Erstveröffentlichung: 9. April 2021 |

grau schraffiert: keine Chartdaten aus diesem Jahr verfügbar
Weitere Livealben
- 1996: Southern Knights
- 1998: Lyve from Steel Town (US: Gold; Verkäufe: + 500.000)
- 2004: Lynyrd Skynyrd Lyve: The Vicious Cycle Tour
- 2009: Authorized Bootleg Lynyrd Skynyrd Live / Cardiff Capitol Theater – Cardiff, Wales Nov. 04 1975
- 2009: Authorized Bootleg: Live at Winterland – San Francisco Mar. 07 1976
- 2018: Live in Atlantic City

### Kompilationen
| Jahr | Titel                                                                         | Höchstplatzierung, Gesamtwochen, AuszeichnungChartplatzierungen (Jahr, Titel, Platzierungen, Wochen, Auszeichnungen, Anmerkungen) | Höchstplatzierung, Gesamtwochen, AuszeichnungChartplatzierungen (Jahr, Titel, Platzierungen, Wochen, Auszeichnungen, Anmerkungen) | Höchstplatzierung, Gesamtwochen, AuszeichnungChartplatzierungen (Jahr, Titel, Platzierungen, Wochen, Auszeichnungen, Anmerkungen) | Höchstplatzierung, Gesamtwochen, AuszeichnungChartplatzierungen (Jahr, Titel, Platzierungen, Wochen, Auszeichnungen, Anmerkungen) | Höchstplatzierung, Gesamtwochen, AuszeichnungChartplatzierungen (Jahr, Titel, Platzierungen, Wochen, Auszeichnungen, Anmerkungen) | Anmerkungen |
| Jahr | Titel                                                                         | DE | AT | CH | UK | US | Anmerkungen |
| ---- | ----------------------------------------------------------------------------- | --- | --- | --- | --- | --- | --- |
| 1978 | Skynyrd’s First and... Last                                                   | — | — | — | UK50 (1 Wo.)UK | US15 Platin · (18 Wo.)US | Erstveröffentlichung: 5. September 1978 unveröffentlichte Songs aus der Zeit vor dem ersten offiziellen Album; Verkäufe: + 1.000.000                           |
| 1979 | Gold & Platinum                                                               | — | — | — | UK49 (4 Wo.)UK | US12 ×3Dreifachplatin · (65 Wo.)US                                                                                                | Erstveröffentlichung: 25. Dezember 1979 Verkäufe: + 3.000.000                                                                                                  |
| 1982 | Best of the Rest                                                              | — | — | — | — | US171 (7 Wo.)US | Erstveröffentlichung: 1982 |
| 1987 | Legend                                                                        | — | — | — | — | US41 Gold · (17 Wo.)US | Erstveröffentlichung: 5. Oktober 1987 unveröffentlichte Songs und B-Seiten Verkäufe: + 500.000                                                                 |
| 1998 | Extended Versions – The Encore Collection                                     | — | — | — | — | US183 Gold · (1 Wo.)US | Erstveröffentlichung: 3. November 1998 Verkäufe: + 500.000 |
| 1999 | The Best of Lynyrd Skynyrd – 20th Century Masters – The Millennium Collection | — | — | — | — | US60 ×2Doppelplatin · (135 Wo.)US                                                                                                 | Erstveröffentlichung: 9. März 1999 Verkäufe: + 2.000.000 |
| 2000 | All Time Greatest Hits                                                        | — | — | — | UK— SilberUK | US45 Platin · (… Wo.)US | Erstveröffentlichung: 14. März 2000 Verkäufe: + 1.060.000 |
| 2003 | Thyrty – 30th Anniversary Collection                                          | — | — | — | — | US16 Gold (UTV) + Platin (MCA) · (16 Wo.)US                                                                                       | Erstveröffentlichung: 19. August 2003 Limited Edition Verkäufe: + 1.500.000                                                                                    |
| 2005 | Greatest Hits                                                                 | — | — | — | UK47 (3 Wo.)UK | — | Erstveröffentlichung: 6. Juni 2005 |
| 2006 | Family                                                                        | — | — | — | — | US142 (46 Wo.)US | Erstveröffentlichung: 28. Februar 2006 enthält neben 6 Lynyrd-Skynyrd-Song 10 Songs von verwandten Projekten wie 38 Special, der Rossington Collins Band u. a. |
| 2008 | Greatest Hits                                                                 | — | — | — | UK16 Gold · (4 Wo.)UK | — | Erstveröffentlichung: 18. August 2008 Verkäufe: + 107.500 |
| 2010 | Icon – Lynyrd Skynyrd                                                         | — | — | — | — | US138 Gold · (11 Wo.)US | Erstveröffentlichung: 31. August 2010 Verkäufe: + 500.000 |
| 2025 | Celebrating 50 Years: Live at the Ryman                                       | DE53 (1 Wo.)DE | AT50 (1 Wo.)AT | CH44 (1 Wo.)CH | — | — | Erstveröffentlichung: 27. Juni 2025 |

grau schraffiert: keine Chartdaten aus diesem Jahr verfügbar
Weitere Kompilationen
- 1989: Skynyrd’s Innyrd’s/Their Greatest Hits (US: ×5Fünffachplatin ; Verkäufe: + 5.035.000)
- 1991: Lynyrd Skynyrd
- 1992: The Very Best Of (UK: Gold; Verkäufe: + 100.000)
- 1993: A Retrospective
- 1997: Old Time Greats
- 1997: Sweet Home Alabama – Best
- 1998: The Essential Lynyrd Skynyrd (UK: Silber; US: Platin; Verkäufe: + 1.060.000)
- 1998: Skynyrd’s First: The Complete Muscle Shoals Album
- 1999: Solo Flytes
- 2000: Collectybles
- 2000: Then and Now
- 2001: Lynyrd Skynyrd: The Collection (UK: Gold; Verkäufe: + 100.000)
- 2005: Then and Now Volume Two

## Singles
| Jahr | Titel Album                                   | Höchstplatzierung, Gesamtwochen, AuszeichnungChartplatzierungen (Jahr, Titel, Album, Platzierungen, Wochen, Auszeichnungen, Anmerkungen) | Höchstplatzierung, Gesamtwochen, AuszeichnungChartplatzierungen (Jahr, Titel, Album, Platzierungen, Wochen, Auszeichnungen, Anmerkungen) | Höchstplatzierung, Gesamtwochen, AuszeichnungChartplatzierungen (Jahr, Titel, Album, Platzierungen, Wochen, Auszeichnungen, Anmerkungen) | Höchstplatzierung, Gesamtwochen, AuszeichnungChartplatzierungen (Jahr, Titel, Album, Platzierungen, Wochen, Auszeichnungen, Anmerkungen) | Höchstplatzierung, Gesamtwochen, AuszeichnungChartplatzierungen (Jahr, Titel, Album, Platzierungen, Wochen, Auszeichnungen, Anmerkungen) | Anmerkungen |
| Jahr | Titel Album                                   | DE | AT | CH | UK | US | Anmerkungen |
| ---- | --------------------------------------------- | --- | --- | --- | --- | --- | --- |
| 1974 | Sweet Home Alabama Second Helping             | DE87 Platin · (1 Wo.)DE | AT56 (7 Wo.)AT | CH51 (10 Wo.)CH | UK31 ×3Dreifachplatin · (22 a Wo.)UK | US8 Gold + Platin (Mastertone) · (17 Wo.)US                                                                                              | Erstveröffentlichung: 24. Juni 1974 mehrfach in den Charts, u. a. 1974, 1976, 1989, 2007 Verkäufe: + 4.390.000 |
| 1974 | Free Bird (Pronounced ’Lĕh-’nérd ’Skin-’nérd) | — | — | — | UK21 Silber + Platin (Digital) · (23 a Wo.)UK                                                                                            | US19 (20 Wo.)US | Erstveröffentlichung: November 1974 mehrfach in den Charts, u. a. 1975, 1979, 1982 Verkäufe: + 975.000         |
| 1975 | Saturday Night Special Nuthin’ Fancy          | — | — | — | — | US27 (9 Wo.)US | Erstveröffentlichung: 19. Mai 1975                                                                             |
| 1976 | Double Trouble Gimme Back My Bullets          | — | — | — | — | US80 (3 Wo.)US | Erstveröffentlichung: 2. Februar 1976                                                                          |
| 1977 | What’s Your Name Street Survivors             | — | — | — | — | US13 Platin · (18 Wo.)US | Erstveröffentlichung: 16. November 1977 Verkäufe: + 1.000.000                                                  |
| 1978 | You Got That Right Street Survivors           | — | — | — | — | US69 (4 Wo.)US | Erstveröffentlichung: 27. März 1978                                                                            |

Weitere Singles
- 1968: Need All My Friends
- 1971: I’ve Been Your Fool
- 1973: Gimme Three Steps
- 1974: Don’t Ask Me No Questions
- 1987: Truck Drivin’ Man
- 1988: Swamp Music
- 1991: Keeping the Faith
- 1991: Smokestack Lightning
- 1993: Born to Run
- 1993: Good Lovin’s Hard to Find
- 1997: Bring It On
- 1997: Travelin’ Man
- 1999: Preacher Man
- 1999: Workin’
- 2003: Red, White and Blue
- 2009: Still Unbroken
- 2009: Simple Life
- 2010: Skynyrd Nation
- 2010: That Ain’t My America
- 2012: Last of a Dyin’ Breed
- 2020: Last of the Street Survivors

## Videoalben
| Jahr | Titel                                                 | Höchstplatzierung, Gesamtwochen, AuszeichnungChartplatzierungen (Jahr, Titel, Platzierungen, Wochen, Auszeichnungen, Anmerkungen) | Höchstplatzierung, Gesamtwochen, AuszeichnungChartplatzierungen (Jahr, Titel, Platzierungen, Wochen, Auszeichnungen, Anmerkungen) | Höchstplatzierung, Gesamtwochen, AuszeichnungChartplatzierungen (Jahr, Titel, Platzierungen, Wochen, Auszeichnungen, Anmerkungen) | Höchstplatzierung, Gesamtwochen, AuszeichnungChartplatzierungen (Jahr, Titel, Platzierungen, Wochen, Auszeichnungen, Anmerkungen) | Höchstplatzierung, Gesamtwochen, AuszeichnungChartplatzierungen (Jahr, Titel, Platzierungen, Wochen, Auszeichnungen, Anmerkungen) | Anmerkungen                                           |
| Jahr | Titel                                                 | DE | AT | CH | UK | US | Anmerkungen                                           |
| ---- | ----------------------------------------------------- | --- | --- | --- | --- | --- | ----------------------------------------------------- |
| 2006 | Sweet Home Alabama                                    | — | — | — | UK15 (35 Wo.)UK | — | Erstveröffentlichung: 14. Februar 2006                |
| 2015 | One More for the Fans                                 | — | — | — | UK40 (1 Wo.)UK | — | Erstveröffentlichung: 2015 Konzert für Lynyrd Skynyrd |
| 2015 | Pronounced Leh-Nerd Skin-Nerd & Second Helping – Live | — | — | — | UK4 (3 Wo.)UK | — | Erstveröffentlichung: 22. Oktober 2015                |
| 2021 | Live at Knebworth ’76                                 | — | — | — | UK1 (60 Wo.)UK | — | Erstveröffentlichung: 9. April 2021                   |

Weitere Videoalben
- 1974: Sweet Home Alabama
- 1975: Same Old Blues – Live in London
- 1976 / 1987: Free Bird / The Tribute Tour (US: Gold; Verkäufe: + 50.000)
- 1996: Sweet Home Alabama, Loreley Festival Hamburg
- 1997: Another One from the Road
- 1999: Live from the Heartland
- 1999: Live from Austin, Texas (US: Gold; Verkäufe: + 50.000)
- 1999: Lyve from Steel Town (US: Gold; Verkäufe: + 50.000)
- 2003: Lyve: The Vicious Cycle Tour (US: Gold; Verkäufe: + 50.000)
- 2006: Signature Licks
- 2007: Rock Case Studies
- 2010: Live from Freedom Hall
- 2012: Home Sweet Home
- 2013: Sweet Home Alabama – A Musical Documentary
- 2013: The Early Years
- 2015: Gone with the Wind
- 2015: Southern Rock Heroes
- 2015: Southern Surroundings

## Boxsets
- 1991: Boxed Set (US: Gold; Verkäufe: + 500.000)

## Statistik

### Chartauswertung
|                     | DE     | AT    | CH    | UK     | US     |
| ------------------- | ------ | ----- | ----- | ------ | ------ |
| Nummer-eins-Alben   | DE—DE  | AT—AT | CH—CH | UK—UK  | US—US  |
| Top-10-Alben        | DE—DE  | AT—AT | CH—CH | UK—UK  | US3US  |
| Alben in den Charts | DE11DE | AT2AT | CH4CH | UK10UK | US27US |

|                       | DE    | AT    | CH    | UK    | US    |
| --------------------- | ----- | ----- | ----- | ----- | ----- |
| Nummer-eins-Singles   | DE—DE | AT—AT | CH—CH | UK—UK | US—US |
| Top-10-Singles        | DE—DE | AT—AT | CH—CH | UK—UK | US1US |
| Singles in den Charts | DE1DE | AT1AT | CH1CH | UK2UK | US6US |

|                          | DE    | AT    | CH    | UK    | US    |
| ------------------------ | ----- | ----- | ----- | ----- | ----- |
| Nummer-eins-Videoalben   | DE—DE | AT—AT | CH—CH | UK1UK | US—US |
| Top-10-Videoalben        | DE—DE | AT—AT | CH—CH | UK2UK | US—US |
| Videoalben in den Charts | DE—DE | AT—AT | CH—CH | UK4UK | US—US |

### Auszeichnungen für Musikverkäufe
| Silberne Schallplatte - Vereinigtes Königreich - 2023: für das Lied Simple Man Goldene Schallplatte - Australien - 2007: für das Album Skynyrd’s Innyrd’s/Their Greatest Hits - Brasilien - 2024: für die Single Sweet Home Alabama - 2024: für das Lied Simple Man - Dänemark - 2024: für die Single Free Bird - Italien - 2024: für die Single Free Bird - Neuseeland - 2008: für das Album Greatest Hits - 2024: für das Album (Pronounced ’Lĕh-’nérd ’Skin-’nérd) - Spanien - 2024: für die Single Free Bird | Platin-Schallplatte - Dänemark - 2020: für die Single Sweet Home Alabama - Spanien - 2024: für die Single Sweet Home Alabama 2× Platin-Schallplatte - Italien - 2024: für die Single Sweet Home Alabama 3× Platin-Schallplatte - Neuseeland - 2024: für das Lied Simple Man 7× Platin-Schallplatte - Neuseeland - 2025: für die Single Sweet Home Alabama |

Anmerkung: Auszeichnungen in Ländern aus den Charttabellen bzw. Chartboxen sind in ebendiesen zu finden.
| Land/RegionAuszeichnungen für Musikverkäufe (Land/Region, Auszeichnungen, Verkäufe, Quellen) | Silber     | Gold       | Platin       | Verkäufe   | Quellen               |
| -------------------------------------------------------------------------------------------- | ---------- | ---------- | ------------ | ---------- | --------------------- |
| Australien (ARIA)                                                                            | —          | Gold1      | —            | 35.000     | aria.com.au           |
| Brasilien (PMB)                                                                              | —          | 2× Gold2   | —            | 60.000     | pro-musicabr.org.br   |
| Dänemark (IFPI)                                                                              | —          | Gold1      | Platin1      | 135.000    | ifpi.dk               |
| Deutschland (BVMI)                                                                           | —          | —          | Platin1      | 500.000    | musikindustrie.de     |
| Italien (FIMI)                                                                               | —          | Gold1      | 2× Platin2   | 250.000    | fimi.it               |
| Neuseeland (RMNZ)                                                                            | —          | 2× Gold2   | 10× Platin10 | 315.000    | radioscope.net.nz NZ2 |
| Spanien (Promusicae)                                                                         | —          | Gold1      | Platin1      | 90.000     | elportaldemusica.es   |
| Vereinigte Staaten (RIAA)                                                                    | —          | 12× Gold12 | 26× Platin26 | 30.200.000 | riaa.com              |
| Vereinigtes Königreich (BPI)                                                                 | 6× Silber6 | 4× Gold4   | 4× Platin4   | 3.490.000  | bpi.co.uk             |
| Insgesamt                                                                                    | 6× Silber6 | 24× Gold24 | 45× Platin45 |            |                       |